# Gemachbach
Der Gemachbach ist ein Fließgewässer im Gebiet der Marktgemeinde Teisendorf im bayerischen Landkreis Berchtesgadener Land, der am Teisenberg entspringt. Nach längerem nördlichem Lauf und der Unterquerung der Autobahn A8 knickt er nach Nordwesten und mündet nach kürzerem Restlauf beim Weiler Gemachmühle von rechts in die Oberteisendorfer Ache.